# Weekend (2011)
Weekend ist ein britisches Drama des Regisseurs Andrew Haigh aus dem Jahr 2011.

## Handlung
Russell ist an einem Freitagabend bei seinen heterosexuellen Freunden zu einem Essen eingeladen. Aber es hält ihn dort nicht lange, stattdessen macht er sich noch auf den Weg in einen Schwulen-Club. Dort trifft er Glen, der ihn erst abblitzen lässt, und Russell beginnt erst etwas mit einem anderen, kleinen Mann. Erst als er am nächsten Morgen in seiner Wohnung wach wird, wird klar, dass er Glen mitgenommen hat, der ihn vor dem anderen Mann 'gerettet' hat. Glen drängt Russell dazu, seine Eindrücke der letzten Nacht auf Band zu sprechen, damit er sie für ein Kunstprojekt verwenden kann. Dabei kommen die Unterschiede zwischen dem sehr introvertierten Russell, der ungern über seine Sexualität spricht und sich in seiner Umwelt darum bemüht kein Aufsehen zu erregen, und dem offenen Glen, der gerne jedem Hetero entgegen schreien würde, dass er schwul ist, zu Tage. Trotzdem sind sich die beiden irgendwie sympathisch. Sie tauschen Nummern aus und verabreden sich an diesem Wochenende immer wieder. Sie lernen sich kennen, erzählen sich intime Dinge, streiten und schlafen miteinander. Unter anderem erzählt Russell, dass er seine Eltern nicht kennt, da er ein Waisenkind ist. Sein bester Freund, den er aus dem Waisenhaus kennt, ist auch der Vater seines Patenkindes, bei dem er am Sonntagnachmittag zum Geburtstag eingeladen ist. Am Sonntagmorgen geht Glens Zug zum Flughafen, da er für zwei Jahre in die USA geht, um an einem Kunstkurs teilzunehmen. Beide sind traurig darüber. Russell überrascht Glen, der keine rührige Abschiedsszene möchte, am Bahnsteig und küsst ihn in aller Öffentlichkeit, nachdem ihn sein bester Freund, der gemerkt hat, wie traurig Russell ist, überredet hat, sich doch noch von Glen zu verabschieden. Glen gibt Russell das Tape mit seiner Aufnahme zurück.

## Produktion
Ein Großteil des Films wurde Ende 2010 in Nottingham gedreht.

## Veröffentlichungen
Der Film wurde am 11. März 2011 in den USA beim SXSW-Filmfestival uraufgeführt. In den folgenden Monaten wurde er noch auf vielen weiteren Festivals gezeigt, hierzulande bei den Lesbisch Schwulen Filmtagen Hamburg. Kinostart in Großbritannien war der 4. November 2011. In Deutschland wurde Weekend ab dem 14. Januar 2012 in einigen Kinos gezeigt. Am 21. August 2012 wurde der Film auf DVD veröffentlicht. Die Erstausstrahlung im deutschen Fernsehen lief am 1. August 2023 in der Reihe rbb queer.

## Kritik
„„Weekend“ ist ein kleiner, dokumentarisch anmutender Film über die Möglichkeit von Liebe, die eigentlich gar nicht möglich sein kann. Und er ist wundervoll. Es gibt keine spektakulären Wendungen, keine hochdramatischen Liebesschwüre, keine in letzter Sekunde aufgelösten Missverständnisse. „Weekend“ beobachtet seine beiden Helden nur mit geradezu beiläufiger Gelassenheit dabei, wie sie sich langsam gegenseitig entdecken. Und das hat man selten so ungekünstelt, so wahrhaftig und so ehrlich gesehen wie hier.“

„Oft werden schwule Liebesgeschichten im Kino möglichst universell erzählt, nicht zuletzt um ein heterosexuelles Publikum nicht zu verprellen. Auch Weekend ist mit seinen Reflexionen über die eigene Identität und den Mut, sich auf eine Liebe einzulassen, die nur verletzen kann, durchaus allgemeingültig. Und doch geht es ihm vor allem um spezifische Beobachtungen und eine politische Dimension. Haigh lässt keinen Zweifel daran, dass Russell und Glen in einer ihnen feindlich gesinnten Welt leben.“

„„Weekend“ lässt sich gut als queere Variante von Richard Linklaters „Before Sunrise“ beschreiben. Auch Heigh rückt eine offene Begegnung ins Zentrum, begleitet seine Figuren beim Kennenlernen, meist in Konversationen, und behält dabei die Intensitäten im Blick, die langsam, aber merkbar wachsen. [...] Mit sensibler Selbstverständlichkeit beschreibt „Weekend“ anhand seiner beiden Protagonisten unterschiedliche Angebote - zwischen Rückzug, Konfrontation und fragiler Gemeinsamkeit.“

## Auszeichnungen (Auswahl)
- British Independent Film Award: Beste Produktion 2011 und bester Newcomer 2011 für Tom Cullen
- Lesbisch Schwule Filmtage Hamburg: Bester Film 2011